# Matt Pearce
Matthew M. Pearce (Nacido en Bonita Springs, Florida, Estados Unidos, el 24 de enero de 1994), es un lanzador de la Liga Venezolana de Béisbol Profesional (LVBP), para los Leones del Caracas.

## Carrera como beisbolista

### 2014
El 10 de junio de 2014, Matt Pearce es asignado a los Johnson City Cardinals de la Appalachian League hace su debut el 23 de junio de 2014.

### 2015
El 5 de abril de 2015, Pearce es asignado a Peoria Chiefs de la Midwest League Clase A (Media), debuta con el equipo el 13 de abril de 2015.

### 2016
El 7 de abril de 2016, Pearce es asignado a los Palm Beach Cardinals de la Florida State League Clase A Avanzada (Fuerte) participa con el equipo el 11 de abril de 2016.
El 27 de agosto de 2016,
Pearce es asignado a Memphis Redbirds de la Pacific Coast League de la Triple A participa con el equipo el 28 de agosto de 2016.

### 2018
En la LVBP
El 16 de noviembre de 2018, Pearce es  asignado a los Leones del Caracas de la Liga Venezolana de Béisbol Profesional para la Temporada 2018-2019, debuta  en la LVBP el 19 de noviembre de 2018.